# Trinta e cinco
Trinta e cinco (35) é o número natural que se segue ao 34 e precede o 36.
É um número composto, que tem os seguintes fatores próprios: 1, 5 e 7.
Como a soma dos seus factores é 13 < 35, trata-se de um número defectivo.
É o quinto número pentagonal. É um número pentatónico.